# Anton von Scudier

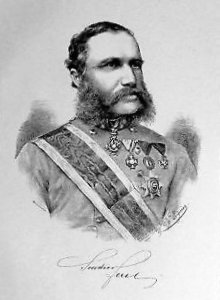
Anton von Scudier

Anton Freiherr von Scudier (* 2. Jänner 1818 in Villach, Kärnten; † 31. Mai 1900 in Wien) war ein österreichischer Feldmarschallleutnant der k.u.k. Armee, Militär- und Festungskommandant von Temeswar.

## Leben
Scudier war der Sohn eines Offiziers und ab 1881 Schwiegersohn von Joseph von Scheda. 
Nach Absolvierung der Theresianischen Militärakademie  in Wiener Neustadt (1829–37) wurde er dem Infanterieregiment 47 in Bologna und ab 1839 dem General-Quartiermeisterstab in Italien zugeteilt. 1845 wurde Scudier als Oberleutnant nach Wien übersetzt.
Nach den Unruhen im April 1848 in Krakau (Kraków) zum Hauptmann befördert, machte er den Feldzug in Ungarn als Major mit und geriet nach der Schlacht bei Budamér verwundet in Gefangenschaft. 1849 zeichnete er sich bei Neu-Szegedin (Újszeged) aus und wurde für seine Leistungen in diesem Feldzug mit dem Militärverdienstkreuz ausgezeichnet. Anschließend war Scudier Militärreferent beim Generalkommando in Brünn (Brno). In der Folge als Oberstleutnant (1851) in den General-Quartiermeisterstab rückübersetzt, war er danach im Armee-Oberkommando für die Neuordnung der Militärbildungsanstalten zuständig und arbeitete 1851–1852 einen bis 1868 gültigen Reformplan aus. 1859 zum General-Stabschef des 4. Armeekorps in Lemberg (L’viv), später zum Generalmajor und Brigadier beim 8. Armeekorps und schließlich zum General-Stabschef bei der 2. Armee in Italien ernannt, wurde Scudier 1859 nach der Schlacht bei Solferino mit dem Orden der eisernen Krone II. Klasse ausgezeichnet. Im selben Jahr wurde er in den Adelsstand erhoben mit dem Prädikat von Scudier (Scudo=Schild).

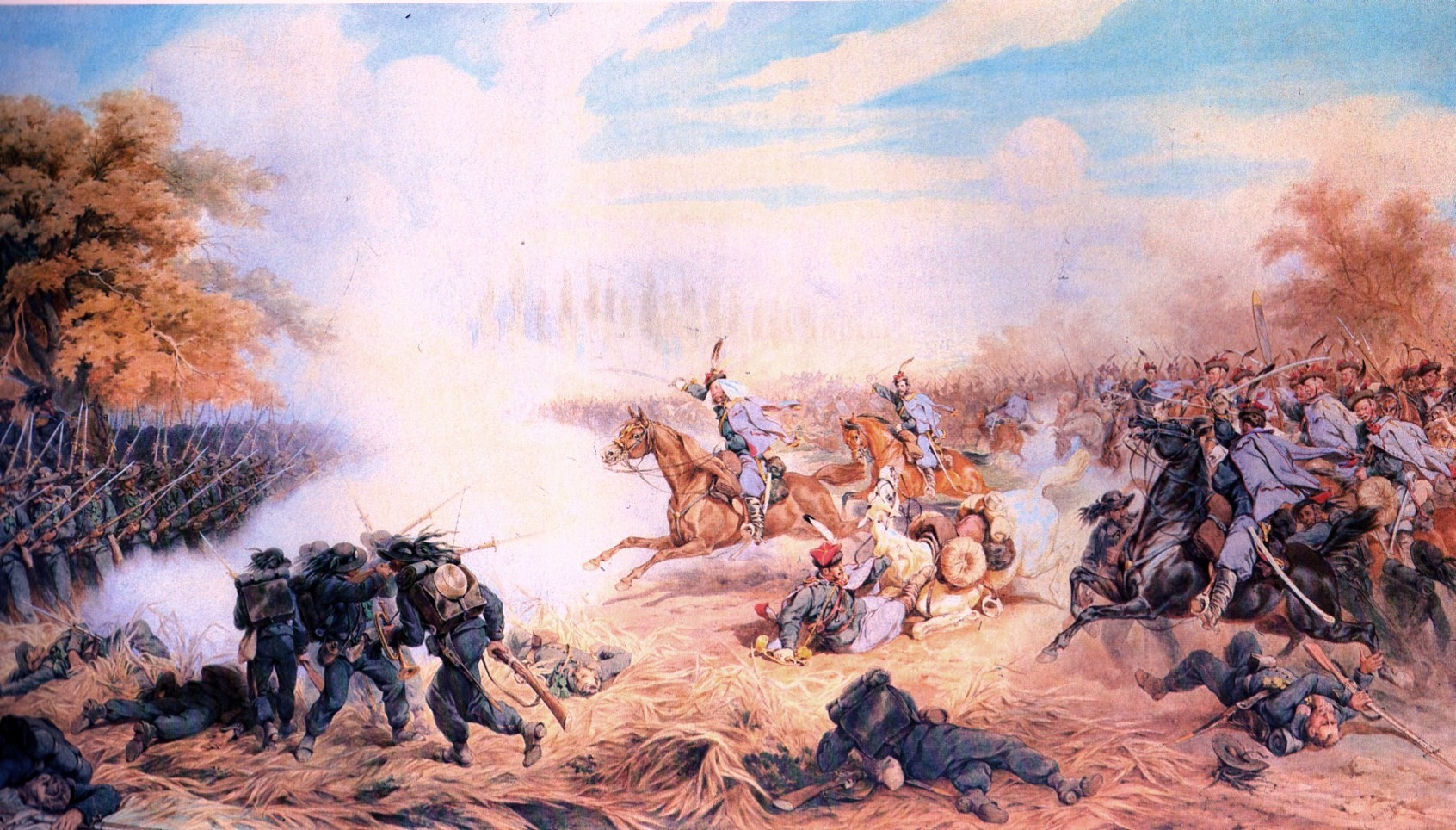
Schlacht bei Custozza, 1866

1860 Militärkommandant in Triest (Trieste), wurde er danach als Truppenbrigadier und Festungskommandant nach Pola (Pula), 1862 zum 5. Armeekorps nach Verona, später nach Peschiera und 1866 nach Mantua (Mantova) zum 7. Armeekorps versetzt. Nach der Schlacht bei Custozza (1866) wegen eines eigenmächtigen Stellungswechsels vor ein Kriegsgericht gestellt, wurde er zunächst zum Tod verurteilt, bald darauf jedoch rehabilitiert.
Danach wurde Scudier 1867 in Komorn/Komárom (Komárno) Feldmarschallleutnant und Kommandant der 17. Truppendivision in Temeswar und dort ab 1869 Militärkommandant. Ab 1872 war er mit der Auflösung der Banater Militärgrenze und der Einführung der Zivilverwaltung ebendort betraut. Um den sich gegen die Neuordnung regenden Widerstand der Grenzregimenter auf diplomatischem Weg zu beseitigen, bestimmte er für die Proklamation der Grenzauflösung den Karlsdorfer Richter Mathias Schneider zum Wortführer einer donauschwäbischen Deputation. Scudier war vom 26. Juni 1871 bis zum 1. November 1878 Kommandierender General im Banat und ab 1872 auch Festungskommandant von Temeswar.
Bis 1880 war er auch für die Grundaufteilung zwischen dem ungarischen Staat und den Grenzgemeinden zuständig.
Seit 1876 Inhaber des Infanterieregiments 29, wurde Scudier 1878 als Feldzeugmeister ad honores in Ruhestand versetzt und widmete sich wissenschaftlichen und wirtschaftlichen Aufgaben. So war er ab 1880 Mitglied des Wissenschafts-Clubs in Wien und 1881 Juror beim internationalen geographischen Kongress in Venedig, wo er auch zum Präsidenten der mathematischen Klasse gewählt wurde. Ab 1886 Präsident des Wiener Verwaltungsrats der österreichisch-ungarischen Staatseisenbahngesellschaft.
Großes Aufsehen erregte 1890 der von ihm gewonnene Prozess gegen die Zeitung „Das Vaterland“, die ihn mit  Korruptionsvorwürfen konfrontiert hatte. 1873 mit dem Orden der Eisernen Krone I. Klasse ausgezeichnet und Geheimer Rat, wurde Scudier von der Stadt Temeswar für seine Verdienste um die Stadtentwicklung durch Errichtung eines Denkmals im Zentralpark (rumänisch: Parcul Central), der damals seinen Namen trug, geehrt.

## Wappen
Längs geteilter Schild. In der Rechten, von Roth über Silber schrägrechts geteilten Hälfte ein blankes Schwert an goldenem Griff, der Teilung aufliegend. In der linken blauen Schildeshälfte ein dreieckiger goldener Schild (Scudo daher Scudier) mit Nadelspitze, rechtwärts aufgestellt. Auf dem Schild ruht die Freiherrnkrone mit darauf ins Visir gestelltem gekrönten Turnierhelm. Die Helmkrone trägt einen offenen, rechts von Roth über Silber, links von Gold über Blau quer getheilten Adlerflug, welchem ein blankes Schwert an goldenem Griffe pfahlweise eingestellt ist. Die Helmdecken des rechten Helmes sind rot mit Silber, jene des linken blau mit Gold unterlegt.

## Ehrungen und Auszeichnungen
- Militärverdienstkreuz (3. August 1849)[1]
- Orden der Eisernen Krone II. Klasse (15. August 1849)[2]
- Orden der Eisernen Krone I. Klasse (1873)[1]
- Ehrenbürger von Temeswar[3]
- Ehrenbürger von Weißkirchen[3]
- Scudier-Park in Temeswar (heute Zentralpark) wurde nach ihm benannt[3]
- sein Standbild wurde im Temeswarer Scudier-Park aufgestellt[3]